# Databehandleraftale
En databehandleraftale er en kontrakt eller et andet retligt dokument i henhold til EU-retten eller medlemsstaternes nationale ret, der regulerer en databehandlers behandling af data og er bindende for databehandleren med hensyn til den dataansvarlige.
Databeskyttelsesforordningen (GDPR) fastsætter herudover en del specifikke krav til indholdet af en databehandleraftale. Aftalen skal blandt andet indeholde oplysninger om genstanden for og varigheden af behandlingen, behandlingens karakter og formål, typen af personoplysninger, kategorierne af registrerede og den dataansvarliges forpligtelser og rettigheder samt de pligter, som databehandleren har i forhold til at varetage opgaven.